# Waldemar Lindsjö
Hans Tage Waldemar Lindsjö, född 22 april 1920 i Växjö, död 22 april 2002, var en svensk målare.
Lindsjö var som konstnär autodidakt. Hans konst består av landskapsmålningar med motiv från skånska slätten och de skånska bokskogarna.